# Partit Comunista de la Federació Russa
El Partit Comunista de la Federació Russa (rus: Коммунистическая партия Российской Федерации, КПРФ, transliterat: Kommunistícheskaya Pártiya Rossíyskoi Federátsii) és un partit polític rus d'ideologia marxista-leninista. És el segon major partit polític de la Federació i es considera successor del Partit Comunista de la RSFS de Rússia, la secció russa del PCUS.
Forma part de la Unió de Partits Comunistes, una organització que aglutina als principals partits comunistes de països que formaven part de l'antiga Unió Soviètica.
El Servei de Registre Federal de Rússia diu que 164.546 votants s'han registrat al Govern com membres del PCFR.

## Història

### Fundació i primers anys
El partit prové del restabliment efectiu del Partit Comunista de la RSFS de Rússia al febrer de 1993 en un Segon Congrés Extraordinari, després de la seva dissolució per decret. En el mateix es va escollir a Gennadi Ziugánov com a president. Ziugànov va ser un crític d'Aleksandr Iàkovlev, el "padrí de la glásnost", al Comitè Central del PCUS, i després del col·lapse de la Unió Soviètica en 1991 es va fer actiu en el moviment patriòtic nacional rus, sent un dels líders del Front de Salvació Nacional, per això alguns autors l'esmenten com a nacionalista. Entre els primers col·laboradors externs estava el filòsof eurasianista Aleksandr Dugin que va ajudar a redactar els primers documents del partit i va empènyer al mateix en la direcció del nacionalisme.
Va obtenir el 12,4% dels vots a la Duma en les primeres eleccions legislatives de 1993, i posteriorment va obtenir un fort creixement, més que cap altre partit, obtenint el 22% en les eleccions legislatives de 1995.

### La Unió Popular Patriòtica de Rússia
El 7 d'agost de 1996, el PCFR va impulsar un nou moviment esquerrà, la Unió Popular Patriòtica de Rússia (UPPR), que aglutinava a més de 30 organitzacions socialistes, com la Unió de Tot el Poble Rus liderada per Serguéi Baburin. Va ser recolzada pel destacat intel·lectual Aleksandr Zinóviev (un antic dissident soviètic que es va convertir en partidari del comunisme al moment de la Perestroika). Un altre prominent partidari del partit és el físic Jorés Alfiórov, qui va rebre el Premi Nobel de Física el 2000.
Guennadi Ziugánov va ser el candidat a la Presidència de Rússia en les eleccions presidencials de 1996, en les quals va obtenir el 32% dels vots, amb prou feines per sota de Yeltsin amb 35%.
En les eleccions parlamentàries de 1999, el PCFR va arribar al 24% de vots.
En les eleccions presidencials de 2000, va tornar a concórrer en la Unió Popular Patriòtica, amb Ziugánov com a candidat, i els vots de la Unió Popular Patriòtica es van reduir lleugerament a un 29%, obtenint Vladímir Putin una aclaparadora victòria amb el 53%.

### Caiguda i recuperació electoral
Els suports electorals del PCFR van disminuir considerablement en les eleccions legislatives de 2003, en les quals el partit va obtenir gairebé la meitat dels vots obtinguts en els anteriors comicis, arribant amb prou feines el 13%, amb 51 dels 450 escons. Ziugánov va descriure aquelles eleccions com un "espectacle repugnant" i va acusar al Kremlin de crear un "partit Potiomkin" (el Rodina o Pàtria) per robar-li els seus vots.
Entre els ex membres del PCFR estan molts polítics populars, que es van separar després que les seves ambicions en el partit principal van xocar amb les de Ziugánov, qui tenia un major suport. Gennadi Selezniov en 2001, Serguéi Gláziev en 2003 i Gennadi Semiguin en 2004 van ser els més notables "dissidents". Alguns comentaristes caracteritzen l'ala dominant de Ziugánov com a nacionalista o 'popular-patriòtica' (que sovint és utilitzada pels mateixos militants del partit), en lloc de marxista-leninista ortodox. Altres observadors consideren que només la minoritària fracció de Richard Kosolápov del PCFR són realment comunistes ideològicament.
Una fracció va criticar la decisió de fer candidats a "milionaris" (com Serguéi Sobko, director general i amo de l'empresa TEKHOS) en les llistes del PCFR, una cosa que va ser vista com una contradicció amb la ideologia marxista-leninista i les polítiques antioligàrquiques del partit.
Al juliol de 2004 una fracció desvinculada va triar a Vladímir Tíjonov com el seu líder. La fracció més tard va fundar al Partit Comunista del Futur de Tota Rússia, però l'operació no va tenir èxit i recentment el partit de Tíjonov va suspendre les operacions actives, buscant un acostament amb l'ala de Ziugánov.
En les eleccions presidencials celebrades el 14 de març de 2004, el suport de Putin va pujar al 71% i el candidat del Partit Comunista, Nikolái Jaritónov, va obtenir amb prou feines el 14%. Jaritónov, membre destacat del Partit Agrari Rus, era considerat un candidat "simbòlic", per la qual cosa aquest va ser un resultat millor de l'esperat, mostrant que el PCFR encara tenia una important base de suport.
Al febrer de 2005 el PCFR va aconseguir batre al partit oficialista del Kremlin, Rússia Unida, en les eleccions per a la legislatura regional del districte autònom Nenetsia, obtenint el 27% del vot popular. En les eleccions per a la Duma de Moscou celebrades el 4 de desembre de 2005, el partit va obtenir el 16,75% i 4 escons. Aquest va ser el millor resultat pel PCFR a Moscou. En opinió d'alguns observadors, l'absència del partit Rodina va contribuir a l'èxit dels comunistes.
L'11 de març de 2007, es van celebrar les eleccions per a legislatures regionals i locals 14. El PCFR va tenir un resultat molt bo i va augmentar els seus vots en la majoria dels territoris; va obtenir el segon lloc a l'Óblast d'Oriol (23.78%), Óblast de Omsk (22,58%), Óblast de Pskov (19.21%), Óblast de Samara (18,87%), Óblast de Moscou (18,80%), Óblast de Múrmansk (17.51%) i Óblast de Tomsk (13.37%). Aquests resultats van demostrar que el PCFR era el partit d'oposició més important a Rússia.
El 21 de maig de 2007, el PCFR va obtenir un important èxit en les eleccions municipals de Volgogrado. El candidat comunista Román Grebénnikov va ser elegit com a alcalde amb el 32.47% dels vots. Grebénnikov és l'alcalde més jove d'una capital regional. No obstant això, des que Román Grebénnikov va canviar la seva lleialtat a Rússia Unida, va irritar a molts comunistes que l'acusen d'usar el PCFR com una eina per a ser elegit.
El PCFR també va ser recolzat per la Unió del Poble (des de 2008 forma part del partit Unió de Tot el Poble Rus) de Serguéi Baburin per a les eleccions legislatives russes de 2007., en les quals va obtenir un 11,6% dels vots, un lleu descens en punts percentuals, encara que l'elecció va resultar en un augment en el nombre de vots obtinguts pel partit (més de 8 milions) i en el nombre d'escons ocupats pel mateix. El PCFR va gaudir d'un alt recolzament a l'Óblast de Tambov (19.17%), Óblast d'Oriol (17.58%) i Óblast de Briansk (17.09%).

### Denúncies per frau electoral
En les eleccions presidencials de 2008, el líder del PCFR Gennadi Ziugánov es va presentar novament com a candidat a la presidència, obtenint el segon lloc amb un 17,8% (13,243,550 vots). Ziugánov fins i tot va aconseguir vèncer al candidat de Rússia Unida Dmitri Medvédev en alguns petits pobles i ciutats. Després de l'elecció, Ziugánov va dir que els seus partidaris havien descobert nombroses violacions i que hauria d'haver obtingut almenys el 30% dels vots i va agregar que posaria en dubte els resultats en els tribunals. Algunes setmanes més tard, la Comissió Electoral Central de Rússia va admetre que la majoria de les queixes del PCFR respecte a les violacions durant les eleccions van ser ben fundades i justificades, però no hauria canviat el resultat de les votacions.
El 7 d'abril de 2011, el candidat pel PCFR Ilya Potapov va guanyar les eleccions municipals a la ciutat de Berdsk amb una victòria aclaparadora sobre el candidat de Rússia Unida.
Després de les eleccions presidencials de 2012, el PCFR va denunciar les irregularitats electorals en les eleccions legislatives russes de 2011, participant en les manifestacions massives de desembre de 2011. Iván Mélnikov, responsable de l'Oficina de campanya del CC del PCFR, va defensar als manifestants que sortien al carrer a denunciar el frau, ja que no creien en la victòria de Putin, perquè no coneixien "a ningú que hahués votat per Rússia Unida". No obstant això, el partit també va denunciar l'existència d'elements ultra liberals que tractaven de treure profit dels disturbis.

## Ideologia
La ideologia oficial del partit és el marxisme-leninisme i el socialisme del segle XXI. A diferència del PCUS després de 1956, el PCFR celebra el govern de Stalin. En ocasió de l'aniversari de Stalin, el 21 de desembre de 2010 Ziugánov va demanar la "re-estalinización" de la societat russa en una carta oberta al llavors president Dmitri Medvédev. Segons un portaveu del partit en 2011, el PCFR es diferencia fortament d'elements liberals associats amb les protestes russes de 2011.

## Resultats electorals

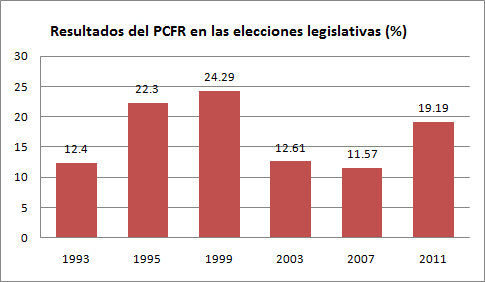
Resultats del PCFR en les eleccions legislatives.

### Eleccions Presidencials
| Any  | Candidat           | Primera volta | Primera volta | Segona volta | Segona volta | Resultat |
| Any  | Candidat           | Vots          | %             | Vots         | %            | Resultat |
| ---- | ------------------ | ------------- | ------------- | ------------ | ------------ | -------- |
| 1996 | Guennadi Ziugànov  | 24,211,686    | 32,03 / 100   | 30,102,288   | 40,31 / 100  | Derrota  |
| 2000 | Guennadi Ziugànov  | 21,928,468    | 29,21 / 100   |              |              | Derrota  |
| 2004 | Nikolay Kharitonov | 9,513,313     | 13,69 / 100   |              |              | Derrota  |
| 2008 | Guennadi Ziugànov  | 13,243,550    | 17,72 / 100   |              |              | Derrota  |
| 2012 | Guennadi Ziugànov  | 12,318,353    | 17,18 / 100   |              |              | Derrota  |
| 2018 | Pavel Grudinin     | 8,659,206     | 11,77 / 100   |              |              | Derrota  |
| 2024 | Nikolay Kharitonov | 3,768,470     | 4,37 / 100    |              |              | Derrota  |

### Eleccions legislatives
| Any  | Cap de llista     | Vots       | %      | Escons    | +/- | Pos. | Resultat           |
| ---- | ----------------- | ---------- | ------ | --------- | --- | ---- | ------------------ |
| 1993 | Guennadi Ziugànov | 6.666.402  | 12,40% | 42 / 450  | Nou | 3r   | Oposició           |
| 1995 | Guennadi Ziugànov | 15.432.963 | 22,30% | 157 / 450 | 115 | 1er  | Oposició (1995-98) |
| 1995 | Guennadi Ziugànov | 15.432.963 | 22,30% | 157 / 450 | 115 | 1er  | Coalició (1998-99) |
| 1995 | Guennadi Ziugànov | 15.432.963 | 22,30% | 157 / 450 | 115 | 1er  | Oposició (1999)    |
| 1999 | Guennadi Ziugànov | 16.196.024 | 24,29% | 113 / 450 | 44  | 1er  | Oposició           |
| 2003 | Guennadi Ziugànov | 7.647.820  | 12,61% | 52 / 450  | 62  | 2n   | Oposició           |
| 2007 | Guennadi Ziugànov | 8.046.886  | 11,57% | 57 / 450  | 6   | 2n   | Oposició           |
| 2011 | Guennadi Ziugànov | 12.599.507 | 19,19% | 92 / 450  | 35  | 2n   | Oposició           |
| 2016 | Guennadi Ziugànov | 7.019.752  | 13,34% | 42 / 450  | 50  | 2n   | Oposició           |
| 2021 | Guennadi Ziugànov | 10 660 599 | 18.93% | 57 / 450  | 15  | 2n   | Oposició           |

## Electorat
El PCFR té el seu bastió a les grans ciutats, als centres industrials i científics importants (els anomenats "naukogrados") i a les petites ciutats al voltant de Moscou. Per exemple, un dels llocs electorals on el PCFR va obtenir èxit durant les eleccions legislatives russes de 2007, va ser la Universitat Estatal de Moscou.
L'electorat del partit es compon principalment de jubilats, obrers industrials i empleats de les organitzacions sense finalitats de lucre. En els últims anys també han vist un creixement en el seu suport dels grups de joves d'esquerres, com l'Avantguarda de la Joventut Vermella. Un representant del PCFR va estar present en la Conferència de "L'Altra Rússia" dels partits d'oposició en 2006. També les eleccions recents de 2007 van ser testimoni d'un nombre creixent d'electors no esquerrans que van donar els seus vots per al partit, ja que no van trobar una altra alternativa tangible.
Segons Mijaíl Rémizov, president de l'Institut d'Estratègia Nacional, "L'electorat del Partit Comunista de Rússia és cada vegada més variat. Ara no són només els ancians pensionistes plorant per la URSS. La nova classe descontenta està prenent forma entre els potencials votants i la major part dels seus vots va al Partit Comunista, que manté la reputació de ser la principal força d'oposició, i això afecta a la seva popularitat."

## Crítiques
D'acord amb l'analista de la Fundació Gorbatxov Dmitri Furman, les "característiques fascistoides [del partit] són tan notables que un ha de ser cec i sord per no notar-les." El teòric marxista Borís Kagarlitski va escriure: "És suficient recordar que dins del propi moviment comunista, el partit de Ziugánov al principi no era l'única organització, ni la més gran. No obstant això, a poc a poc, la resta de les altres organitzacions comunistes van ser expulsades de la vida política. Això va ocórrer no perquè les organitzacions en qüestió eren febles, sinó perquè va ser el PCFR qui va rebre l'aprovació oficial del Kremlin com l'única oposició reconeguda." Andréi Brézhnev, net del líder soviètic Leonid Brézhnev, va criticar l'abandó de l'ateisme per part del PCFR i l'acostament de Ziugánov a l'Església ortodoxa russa. No obstant això, des de l'any 2004 Andréi és membre del PCFR.